# 克拉考沙滕
克拉考沙滕是奥地利施蒂利亚州穆劳县的一个市镇。总面积13.02平方公里，总人口308人，人口密度23.7人/平方公里（2005年）。